# Nobeoka (Miyazaki)
Nobeoka (延岡市, Nobeoka-shi) is een stad in de prefectuur  Miyazaki, Japan. In 2013 telde de stad 128.187 inwoners.

## Geschiedenis
Op 11 februari 1933 werd Nobeoka benoemd tot stad (shi). In 2006 werden de gemeenten Kitakata (北方町) en Kitaura (北浦町) toegevoegd aan de stad. In 2007 werd ook de gemeente Kitagawa (北川町) toegevoegd.
Steden:
Ebino · Hyuga · Kobayashi · Kushima · Miyakonojo · Miyazaki (hoofdstad) · Nichinan · Nobeoka · Saito

Districten:
Higashimorokata · Higashiusuki · Kitamorokata · Koyu · Nishimorokata · Nishiusuki
Gemeenten per district